# Порт-Вашингтон (Вісконсин)
Порт-Вашингтон (англ. Port Washington) — місто (англ. city) в США, в окрузі Озокі штату Вісконсин. Населення — 12 353 особи (2020).

## Географія
Порт-Вашингтон розташований за координатами 43°23′3″ пн. ш. 87°52′51″ зх. д. / 43.38417° пн. ш. 87.88083° зх. д. (43.384245, -87.880733).  За даними Бюро перепису населення США в 2010 році місто мало площу 18,32 км², з яких 15,06 км² — суходіл та 3,26 км² — водойми. В 2017 році площа становила 15,08 км², уся площа — суходіл.

## Демографія
Згідно з переписом 2010 року, у місті мешкало 11 250 осіб у 4704 домогосподарствах у складі 2956 родин. Густота населення становила 614 осіб/км².  Було 5020 помешкань (274/км²).
Расовий склад населення:
| - 95,0 % — білих - 1,6 % — чорних або афроамериканців - 0,7 % — азіатів - 0,4 % — корінних американців |

До двох чи більше рас належало 1,4 %. Частка іспаномовних становила 3,1 % від усіх жителів.
За віковим діапазоном населення розподілялося таким чином: 22,4 % — особи молодші 18 років, 62,9 % — особи у віці 18—64 років, 14,7 % — особи у віці 65 років та старші. Медіана віку мешканця становила 39,5 року. На 100 осіб жіночої статі у місті припадало 96,0 чоловіків;  на 100 жінок у віці від 18 років та старших — 93,4 чоловіків також старших 18 років.
Середній дохід на одне домашнє господарство  становив 73 882 долари США (медіана — 62 839), а середній дохід на одну сім'ю — 87 115 доларів (медіана — 75 613). Медіана доходів становила 54 236 доларів для чоловіків та 41 241 долар для жінок. За межею бідності перебувало 4,6 % осіб, у тому числі 4,5 % дітей у віці до 18 років та 5,9 % осіб у віці 65 років та старших.
Цивільне працевлаштоване населення становило 6318 осіб. Основні галузі зайнятості: освіта, охорона здоров'я та соціальна допомога — 23,7 %, виробництво — 21,1 %, мистецтво, розваги та відпочинок — 10,4 %, роздрібна торгівля — 9,6 %.